# Kapuk (Pemulutan Selatan)
Kapuk is een bestuurslaag in het regentschap Ogan Ilir van de provincie Zuid-Sumatra, Indonesië. Kapuk telt 1312 inwoners (volkstelling 2010).